# Stepping Out: The Very Best of Joe Jackson
Stepping Out: The Very Best of Joe Jackson è un album di raccolta del musicista britannico Joe Jackson, pubblicato nel 1990.

## Tracce
Tutte le tracce sono state scritte da Joe Jackson, eccetto dove indicato.

1. Is She Really Going Out with Him? – 3:33
2. Fools in Love – 4:23
3. I'm the Man – 3:58
4. It's Different for Girls – 3:42
5. Beat Crazy – 4:15
6. Jumpin' Jive – 2:41 (Cab Calloway, Frank Froeba, Jack Palmer)
7. Breaking Us in Two – 4:53
8. Steppin' Out – 4:23
9. A Slow Song (live album version) – 7:45
10. You Can't Get What You Want (Till You Know What You Want) – 4:50
11. Be My Number Two – 4:18
12. Right and Wrong – 4:35
13. Home Town – 3:12
14. Down to London – 4:14
15. Nineteen Forever – 5:48